# Snavelknippen

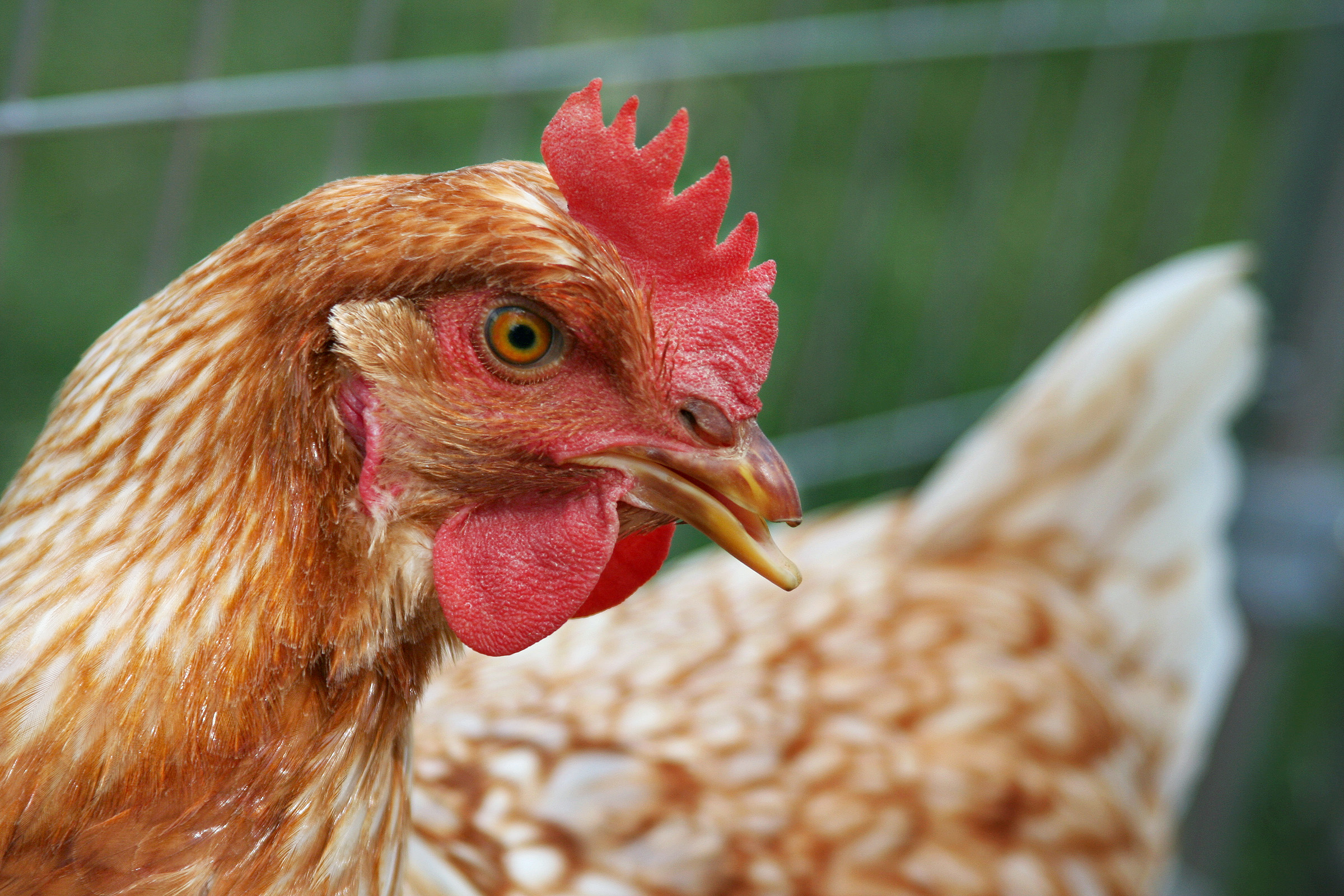
Volwassen hen, waarvan als kuiken de snavel is geknipt

Snavelknippen, ook wel snavelbehandeling genoemd, is een praktijk in de moderne intensieve pluimveehouderij. Het is halverwege de 20e eeuw in verschillende landen op de wereld – waaronder Nederland en België – ingevoerd om te voorkomen dat kippen of ander pluimvee elkaars veren zouden pikken en beschadigen of zelfs kannibalisme plegen. Het snavelknippen veroorzaakte echter veel pijn voor de vogels en werd in toenemende mate bekritiseerd als dieronvriendelijk. Sommige landen (waaronder Nederland in 2018) hebben de praktijk inmiddels verboden omwille van dierenwelzijn, andere landen (waaronder België en het Verenigd Koninkrijk) overwegen het. 

Wetgeving omtrent snavelknippen over de wereld
Landelijk verbod op snavelknippen
Regionaal verbod op snavelknippen
Snavelknippen legaal
Geen gegevens

Er is een trend naar een verbod op het knippen van snavels in Europa in de loop van decennia. Anno 2012 was snavelknippen in heel Scandinavië en Oostenrijk verboden, terwijl er in Duitsland, de Benelux-landen en het Verenigd Koninkrijk wet- en regelgeving was ingevoerd. Analisten verwachtten dat de praktijk geleidelijk in het hele continent verboden zou worden, te beginnen bij laatstgenoemde landen die al strengere regels hadden vastgesteld.
De pluimveesectoren in verscheidene landen heeft verdeeld gereageerd op de ontwikkelingen, enerzijds welwillend ten opzichte van het verbeteren van dierenwelzijn, anderzijds met bezwaren dat pikgedrag na een eventueel verbod zonder extra maatregelen weer zou kunnen toenemen, met ook dierenleed en economische schade tot gevolg. Pluimveehouders en onderzoekers in landen als België wezen er in 2016 op dat, als snavels niet zouden worden behandeld, er dan wel een goed alternatief moest komen om pikgedrag onder pluimvee te voorkomen.
Eind 2015 concludeerde een onderzoeksrapport van de Britse Beak Trimming Action Group (BTAG), dat werd ondersteund door toenmalig landbouwminister George Eustice, dat er een verbod op snavelknippen zou moeten komen in de toekomst, maar een verbod op snavelknippen in januari 2016 te vroeg zou zijn: de sector zou meer tijd nodig hebben om haar managementtechnieken aan te passen om het veren pikken (feather pecking) te voorkomen. Andrew Joret, voorzitter van het Laying Hen Welfare Forum, verklaarde in maart 2020: 'Een verbod komt eraan. Naar mijn mening hebben we hooguit vijf jaar om ons hierop voor te bereiden. We moeten manieren zien te vinden om vogels goed in de veren te houden, en als dat lukt, moeten we dat uiteindelijk doen zonder snavels te knippen.'
Nadat de meeste Scandinavische landen het snavelknippen al hadden verboden, werd er in 1996 in Nederland ook een verbod aangekondigd, maar door bezwaren uit de pluimveesector werd dit jarenlang uitgesteld. In juni 2013 bereikte de Nederlandse regering een akkoord met de pluimveehouders en dierenwelzijnsorganisaties om het snavelknippen uit te faseren en in 2018 te verbieden. Het Nederlands verbod op snavels knippen trad uiteindelijk op 1 januari 2019 in werking.